# Chelidura aptera
Der Alpenohrwurm (Chelidura aptera) ist eine Art der zu den Insekten gehörenden Ohrwürmer und in den südwestlichen Alpen verbreitet.

## Merkmale
Die Körperlänge beträgt einschließlich der Zangen in beiden Geschlechtern 17–22 mm. Die Vorderflügel (Elytren) sind kragenartig, Hinterflügel fehlen. Die Cerci der Männchen sind ungezähnt. Sie sind je nach Population sehr lang oder kurz und weit auseinanderstehend. Die Weibchen sind meist heller gefärbt. Der Neotyp ist ein Männchen und misst ohne Zange 18,7 mm, die Zange misst weitere 4,7 mm.

### Ähnliche Arten
Chelidura arverna lebt nur im Zentralmassiv in Frankreich, Chelidura pyrenaica nur in den Pyrenäen. Somit sind diese beiden ähnlichen Arten geographisch von Chelidura aptera getrennt. Die Chelidurella-Arten der Alpen sind graziler gebaut und die Zangen der Männchen sind weniger kräftig.

## Verbreitung und Lebensraum
Die Art lebt nur in den südwestlichen Alpen, insbesondere im Grenzgebiet zwischen Frankreich und Italien, nördlich aber bis ins Wallis in der Schweiz und auch in der italienischen Provinz Sondrio. Hier kann die Art oft unter Steinen an Nordhängen gefunden werden, in Höhen zwischen 1400 und 2300 m. Diese Höhen befinden sich in der Regel zwischen der Baumgrenze und der Schneegrenze. Typische Lebensräume sind beispielsweise felsige Substrate zwischen Himbeersträuchern alpiner Ebenen.
Angaben aus dem französischen Zentralmassiv und den Pyrenäen sind auf Verwechslungen mit Chelidura arverna bzw. Chelidura pyrenaica zurückzuführen, Angaben aus den Apenninen auf Verwechslungen mit Chelidurella-Arten.

## Lebensweise
Die Art wird meistens zwischen Juli und Oktober gefunden, kann jedoch auch in den übrigen Monaten gefunden werden.

## Taxonomie
Die Art wurde 1825 von Johann Carl Megerle von Mühlfeld als Forficula aptera erstbeschrieben. Weitere Synonyme lauten Forficula alpina Bonelli, 1832 und Forficula paupercula Géné, 1832.
Da das Typusmaterial nicht lokalisiert werden konnte, wurde ein Neotyp definiert. Dieser stammt aus Biella im Piemont.
Hinter Chelidura aptera befindet sich nach neuesten Erkenntnissen ein Artenkomplex aus mindestens vier nahe verwandten Arten.